# Säikänlahti
Säikänlahti är en sjö i kommunen Siikajoki i landskapet Norra Österbotten i Finland. Sjön ligger 0,6 meter över havet. Arean är 59 hektar och strandlinjen är 3,69 kilometer lång. Sjön  ingår i Bottenvikens kustområde.   Den ligger omkring 46 kilometer sydväst om Uleåborg och omkring 510 kilometer norr om Helsingfors. 